# Lauren Graham
Lauren Helen Graham (Honolulu, Hawaii, 16 de març de 1967) és una actriu i escriptora estatunidenca coneguda pel seu paper de Lorelai Gilmore en l'aclamada sèrie Gilmore Girls i Sarah Braverman en la sèrie Parenthood. És l'autora de tres llibres: la seua primera novel·la, Someday, Someday, Maybe; Talking As Fast As I Can i In Conclusion, Don't Worry About It. Lauren va protagonitzar la producció de 2009 del musical Guys and Dolls en Broadway. Ha actuat en pel·lícules famoses com Bad Santa, Evan Almighty, Because I Said So, entre d'altres.

## Biografia
Lauren va nàixer a Honolulu (Hawaii) l'any 1967. Als cinc anys, els seus pares se separen i ella es muda amb el seu pare a Washington D.C per temes de treball, mentre que la mare viatja fins a Londres per a formar part d'una banda de música rock.
A l'escola, Lauren comença a interessar-se pel món de la interpretació i comença a aparéixer en produccions teatrals, entre d'altres. Es va llicenciar en Literatura en el Col·legi Bernard (Nova York).
Més endavant, es muda a Texas on comença a estudiar Interpretació a la Universitat Southern Methodist. Una vegada acabada, torna a Nova York per a treballar com a cambrera de còctels i aspirant d'actriu.
En 1995, en vint-i-vuit anys, es muda a Hollywood i ràpidament aconsegueix el paper de Shelly en la primera temporada de Caroline in the City, entre altres papers semblants en altres produccions televisives com en NewsRadio o Law & Order.
A més a més, Graham obté diversos papers en diferents produccions cinematogràfiques, encara que la majoria són papers secundaris o amb poca importància. Per exemple, apareix com a xicota de Keanu Reeves en la pel·lícula Sweet November o com a millor amiga de Meryl Streep en One True Thing. D'altra banda, Nightwatch fou la primera pel·lícula en la qual participa i on va interpretar el paper de Miramax.

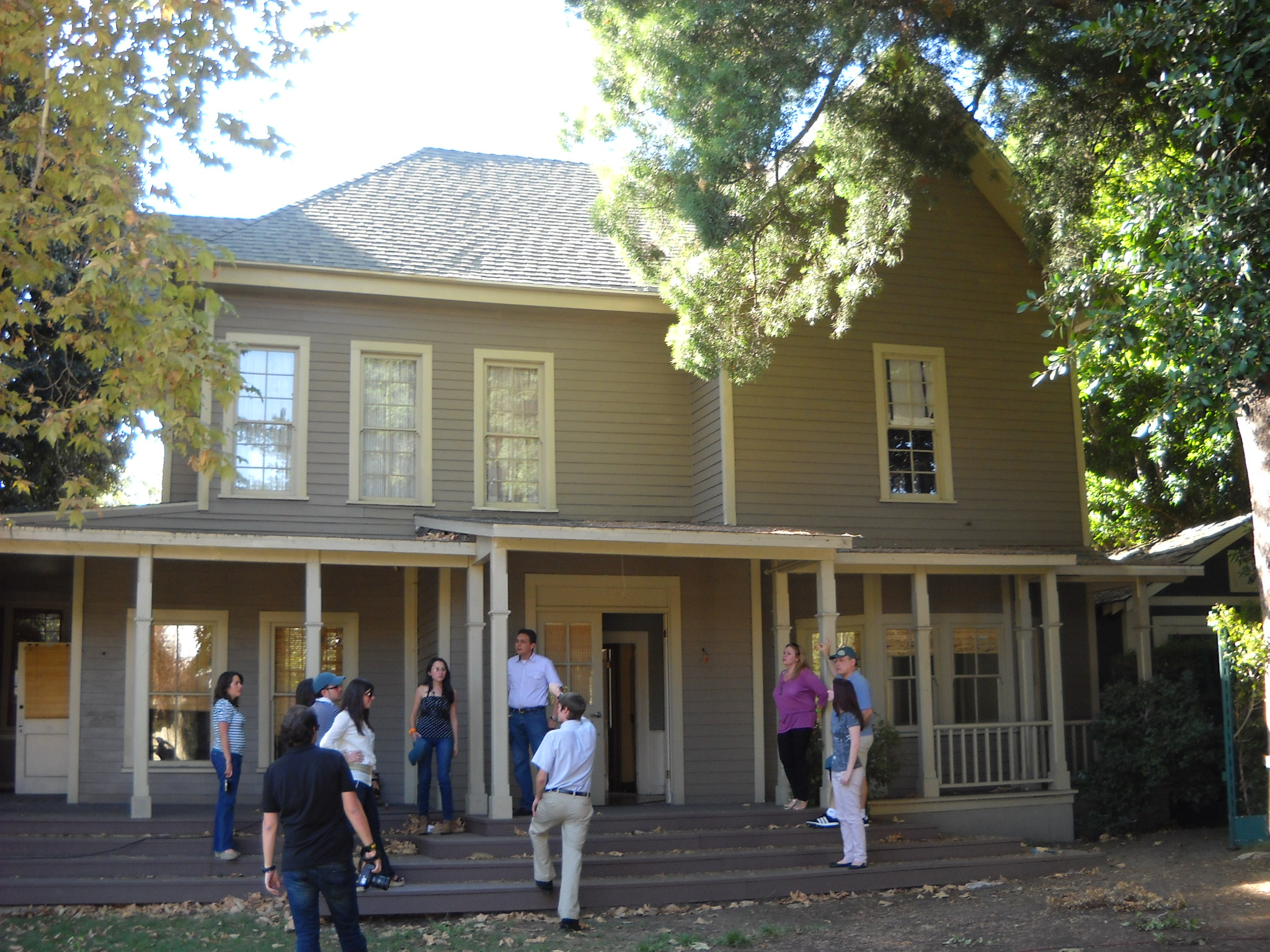
Casa de Lorelai Gilmore

Seguidament, en el cine, protagonitza una pel·lícula independent anomenada Dill Scallion, la qual es tracta d'un documental sobre el món de la música country. Tanmateix, el paper més important que se li ha concedit fins a l'actualitat va ser el de Lorelai Gilmore una de les protagonistes de la famosa sèrie televisiva Gilmore Girls, una comèdia-drama de Warner Bros. Gràcies a la seua interpretació en aquest programa, va ser nominada per als Premis del Sindicat d'Actors a la millor actriu en una sèrie dramàtica.
Per acabar, cal destacar que ha sigut l'artista més invitada al programa d'Ellen DeGeneres (un total de nou vegades) i fou l'última artista invitada a The Rosie O’Donnell Show.

## Aparicions destacades en la televisió
- Zoey's Extraordinary Playlist (2020-present) com Joan
- Parenthood (2010-2015) com Sarah Braverman
- Gilmore Girls (2000-2007, 2016) com Lorelai Gilmore
- The Late Late Show with Craig Kilborn (1999) com la presentadora
- Seinfeld (1997) interpretant a Valerie
- 3rd Rock from the Sun (1996) interpretant a Laurie Harris
- NewsRadio (1995) interpretant a Andrea
- Caroline in the City (1995) interpretant a Shelly
- Law & Order (1990) interpretant a Lisa Lundquist

## Llibres

### Someday, Someday, Maybe (2010)
Graham va escriure el llibre durant les gravacions de la sèrie Parenthood. Aquest està inspirat en el seu món professional, però Graham ha remarcat en diverses ocasions que es tracta d'una obra de ficció i que no s'explica explícitament la seua vida.
Quant a la trama, es relata la vida de Franny, una jove estatunidenca que somnia en arribar a ser actriu a una gran ciutat. Una vegada es muda a Nova York, la protagonista estableix una data límit per a complir amb el seu somni i, si no arriba a complir-lo abans d'eixa data, tornaria al seu poble natal per a treballar com a mestra. Mentrestant, ella es troba treballant com a cambrera en un club de comèdia al costat d'un agent despreocupat que no atén a les seues trucades.
Aquesta novel·la va rebre molt bones crítiques i ressenyes, especialment de Washington Post. A més, en poc de temps va arribar a formar part de la llista dels llibres més venuts del New York Times.

### Talking As Fast As I Can (2016)
Es tracta d'un llibre assajos còmics, on Lauren narra experiències de la seua vida personal i professional. A més, inclou multitud d'anècdotes que li ocorregueren durant el rodatge de Gilmore Girls: A Year In The Life, que fou el moment en el qual el va escriure.
Aquest llibre va tindre molt d'èxit i també es troba dins de la llista dels llibres més venuts del New York Times.

### In Conclusion, Don’t Worry About It (2018)
Es tracta d'un llibre orientatiu i de coneixement personal, ideal per aquelles persones que començaran una nova etapa en la seua vida. A diferència dels altres, la seua extensió és més reduïda, però igualment va obtenir bastant de reconeixement dins del món lector.

## Filmografia

### Televisió
| Any          | Títol original                          | Personatge                | Notes                                         |
| ------------ | --------------------------------------- | ------------------------- | --------------------------------------------- |
| 1995-1996    | Caroline in the City                    | Shelly                    | 5 episodis                                    |
| 1996         | 3rd Rock from the Sun                   | Laurie Harris             | Episodi: Dick's First Birthday                |
| 1996         | Townies                                 | Denise Garibaldi Callahan | Principal                                     |
| 1996         | Good Company                            | Liz Gibson                | Principal                                     |
| 1997         | Law & Order                             | Lisa Lundquist            | 3 episodis                                    |
| 1997         | Seinfeld                                | Valerie                   | Episodi: The Millennium                       |
| 1997         | NewsRadio                               | Andrea                    | 4 episodis                                    |
| 1998         | Conrad Bloom                            | Molly Davenport           | Principal: 15 episodis                        |
| 2000         | M.Y.O.B.                                | Opal Marie Brown          | 4 episodis                                    |
| 2000-2007    | Gilmore Girls                           | Lorelai Gilmore           | Principal                                     |
| 2002         | Pare de Família                         | Mother Maggie             | Episodi: Road to Europe (veu)                 |
| 2006         | Studio 60 on the Sunset Strip           | Ella Misma                | Episodis: The Long Lead Story, The Wrap Party |
| 2010-2015    | Parenthood                              | Sarah Braverman           | Principal                                     |
| 2012         | Proyect Runway                          | Invitada en el jurat      | Episodis: A Times Square Anniversary Party    |
| 2012         | Go On                                   | Amy                       | Episodi: Dinner Takes All                     |
| 2015         | The Late Late Show (American talk show) | Presentadora              | Episodi emés el 19 de febrer                  |
| 2015         | The Odd Couple                          | Gaby Madison              | Episodi: The Audit Couple                     |
| 2016         | Gilmore Girls: A Year in the Life       | Lorelai Gilmore           | Principal                                     |
| 2017         | Curb Your Enthusiasm                    | Bridget                   | 3 episodis                                    |
| 2017-2018    | Vampirina                               | Oxana Hauntley            | Principal (veu)                               |
| 2020-present | Zoey's Extraordinary Playlist           | Joan                      | Principal                                     |

### Cinema
| Any  | Títol original                                                        | Personatge                  |
| ---- | --------------------------------------------------------------------- | --------------------------- |
| 1997 | Nightwatch                                                            | Marie                       |
| 1998 | One True Thing                                                        | Jules                       |
| 1998 | Confessions of a Sexist Pig                                           | Tracy                       |
| 1999 | Dill Scallion                                                         | Kristie Sue                 |
| 2001 | Sweet November                                                        | Angelica                    |
| 2002 | The Third Wheel                                                       | Dona en la festa            |
| 2003 | Bad Santa                                                             | Sue                         |
| 2004 | Seeing Other People                                                   | Claire                      |
| 2005 | Lucky 13                                                              | Abbey                       |
| 2005 | The Pacifier                                                          | Claire Fletcher             |
| 2005 | The Amateurs                                                          | Peggy                       |
| 2006 | Black Diamonds: Mountaintop Removal & the Fight for Coalfield Justice | Narradora                   |
| 2007 | Per què ho dic jo!                                                    | Maggie                      |
| 2007 | Evan Almighty                                                         | Joan Baxter                 |
| 2008 | Birds of America                                                      | Betty                       |
| 2008 | Flash of Genius                                                       | Phyllis Kearns              |
| 2009 | Plutja d'Hamburgueses                                                 | Fran Lockwood               |
| 2009 | The Answer Man                                                        | Elizabeth                   |
| 2010 | It's Kind of a Funny Story                                            | Lynn                        |
| 2014 | A Merry Friggin' Christmas                                            | Luann Mitchler              |
| 2015 | Max                                                                   | Pamela                      |
| 2016 | Middle School: The Worst Years of My Life                             | Julie "Jules" Khatchadorian |
| 2016 | Joshy                                                                 | Katee                       |